# 四大名捕會京師
《四大名捕會京師》是著名武俠小說作家溫瑞安在1980年代的作品，是《四大名捕》系列之一，原來在《明報》連載。1988年由中國電視公司改編為電視劇《霹靂神捕》，其中將四大名捕「鐵手」、「追命」由男性改編為女性。2003年於中國大陸改編為電視劇，由車仁表、鍾漢良、朱泳騰、蔣毅主演。